# Bulbophyllum lageniforme
Bulbophyllum lageniforme là một loài phong lan thuộc chi Bulbophyllum.